# Гиг
Гиг (греч. Γύγης) или Гигес (лид. 𐤨𐤰𐤨𐤠𐤮 Kukaś) — основатель лидийской династии Мермнадов, к которой принадлежал знаменитый Крёз. Согласно Геродоту, сын Даскила. Он пришёл к власти ок. 680 года до н. э., умертвив царя Кандавла и взяв его вдову в жёны. Существуют три версии этого события:
- Геродот (ссылаясь на Архилоха Паросского) пишет, что Кандавл был настолько горд красотой своей жены, что заставил доверенного царедворца Гига увидеть её обнажённой. В силу господствовавшей у лидийцев стыдливости царица убедила Гига заколоть спящего Кандавла и сочетаться с ней браком[2][3].
- Платон во 2 кн. «Государства» повествует, что Гиг был не царедворцем, а обычным пастухом, который с помощью кольца, дарующего ему невидимость (снятого с трупа огромного человека, лежащего в бронзовом коне, которого пастух, в свою очередь, нашёл в появившейся после землетрясения расщелине), соблазнил царицу и умертвил её супруга[4].
- Наиболее реалистическая, но слегка романизированная версия принадлежит лидийскому историку Ксанфу. В изложении Николая Дамасского она звучит так: Гиг — высокопоставленный военный, которого лидийский царь Адиатт заподозрил в измене. Когда царица Тудо прилюдно обвинила Гига в домогательствах, он убил Адиатта и женился на его вдове[5].

Главной заботой Гига была борьба с наводнившими Фригию киммерийцами и для этого он вступил в союз с ассирийским царём Ашшурбанипалом. Он также вторгся в греческую Ионию, взял Колофон и осадил Милет, после чего совершил с богатыми дарами искупительное паломничество в Дельфы. Его недальновидная поддержка египетских сепаратистов во главе с Псамметихом I испортила отношения с ассирийцами. Осмелевшие киммерийцы вторглись в Лидию, разбили его войско, а сам он погиб.
Смерть Гигеса в настоящее время чётко датируется по ассирийским источникам 644 годом до н. э. Датировка этого события 654 годом до н. э. считается устаревшей. Правил он, согласно «Истории» Геродота, 38 лет, или 36 лет по данным «Хроники Евсевия».

## Интересные факты
- В рассказе Платона о кольце Гига прослеживается мысль о том, что нет человека настолько добродетельного, чтобы противостоять соблазну злодейства, если оно заведомо не будет открыто. Развитие этой притчи можно проследить в романах «Ивэйн, или Рыцарь со львом» Кретьена де Труа, «Человек-невидимка» Герберта Уэллса и «Властелин колец» Джона Толкина, парадоксе китайского мандарина.
- Многие исследователи Библии предполагают, что слава Гига была настолько велика, что в иудейской Книге пророка Иезекииля он превратился в устрашающего «князя Гога в стране Магог».